# Carmen Jones
Pour les articles homonymes, voir Jones.
Cet article concerne la comédie musicale. Pour son adaptation au cinéma (même titre original), voir Carmen Jones (film).
Carmen Jones (titre original) est une comédie musicale américaine, créée à Broadway en 1943.

## Argument
Voir l'article consacré à l'adaptation au cinéma en 1954 par Otto Preminger :  Carmen Jones.

## Fiche technique
- Titre original et français : Carmen Jones
- Lyrics et livret : Oscar Hammerstein II, d'après l'opéra Carmen (livret d'Henri Meilhac et Ludovic Halévy) et la nouvelle Carmen de Prosper Mérimée
- Musique : Georges Bizet (arrangée par Robert Russell Bennett)
- Mise en scène et lumières : Hassard Short
- Chorégraphie : Eugene Loring
- Direction musicale : Joseph Littau
- Chef de chœur : Robert Shaw
- Décors : Howard Bay
- Costumes : Raoul Pène Du Bois
- Producteur : Billy Rose
- Nombre de représentations : 503
- Date de la première : 2 décembre 1943
- Date de la dernière : 10 février 1945
- Lieu (à Broadway) : Broadway Theatre

## Distribution originale
Rôles principaux
- Muriel Rahn (en) / Muriel Smith (en alternance) : Carmen Jones
- Napoleon Reed / Luther Saxon (en alternance) : Joe

Reste de la distribution (sélection)
- Jessica Russell : Frankie
- Carlota Franzell / Elton J. Warren (en alternance) : Cindy Lou
- Glenn Bryant : Husky Miller
- Jack Carr : Sergent Brown
- Edward Lee Tyler : Rum
- Dick Montgomery : Dink
- June Hawkins : Myrt

## Numéros musicaux
(entre parenthèses, les numéros originaux dans l'opéra de Georges Bizet)
| Acte I - Ouverture - Lift 'Em Up and Put 'Em Down (Avec la garde montante) – chœur d'enfants - Honey Gal o' Mine – chœur d'hommes - Good Luck, Mr. Flyin' Man! – chœur de femmes - Dat's Love (L'amour est un oiseau rebelle) – Carmen Jones, chœur - You Talk Just like My Maw (Parle-moi de ma mère) – Joe, Cindy Lou - Murder-Murder – chœur de femmes - Carmen Jones Is Goin' to Jail! – chœur en coulisses - Dere's a Cafe on de Corner (Près des remparts de Séville) – Carmen Jones, Joe - Beat Out Dat Rhythm on a Drum (Les tringles des sistres tintaient) – Frankie, chœur - Stan' Up and Fight (Air du toréador) – Husky Miller, chœur - Whizzin' Away Along de Track (Nous avons en tête une affaire !) – Rum, Dink, Myrt, Frankie, Carmen Jones - Dis Flower (La Fleur que tu m'avais jetée) – Joe - If You Would Only Come Away – Carmen Jones, Joe | Acte II - De Cards Don't Lie (Trio des cartes) – Frankie, Myrt, Carmen Jones, chœur de femmes - Dat Ol' Boy – Carmen Jones - Poncho de Panther from Brazil – Frankie, Myrt, Husky Miller, Rum, chœur - My Joe (Air de Micaëla) – Cindy Lou - Finale de la scène I – Carmen, Joe, Cindy Lou, Husky Miller, Rum, Dink, Frankie, Myrt - Git Yer Program for de Big Fight – chœur - Dat's Our Man! (Les voici) – chœur - Finale – Carmen Jones, Joe, chœur |

## Reprises (sélection)
- 1946 : à Broadway, avec Muriel Smith dans le rôle-titre (en alternance avec Urylee Leonardos)
- 1991 : au théâtre Old Vic de Londres, avec Wilhelmenia Fernandez dans le rôle-titre

## Adaptation au cinéma
- 1954 : Carmen Jones d'Otto Preminger, avec Dorothy Dandridge (Carmen Jones) et Harry Belafonte (Joe)